# Trận Olszynka Grochowska
Trận Olszynka Grochowska diễn ra vào ngày 25 tháng 2 năm 1831 trong khu rừng gần Grochów, ngoại ô phía đông Warsaw. Quân đội Ba Lan, do Józef Chłopicki chỉ huy, đã thành công trong việc ngăn chặn đối tác Nga, dưới sự chỉ huy của Hans Karl von Diebitsch, dẹp tan cuộc nổi dậy. Tuy nhiên, trận chiến cũng được mô tả là một cuộc tắm máu bất phân thắng bại.

## Sự kiện mở đầu
Những tháng đầu tiên sau khi bùng nổ Cuộc nổi dậy tháng 11 không có sự thù địch nào giữa Ba Lan và Nga. Cả chỉ huy Ba Lan Józef Chłopicki và Sa hoàng Nga Nicholas I đều hy vọng một giải pháp hòa bình cho cuộc xung đột. Tuy nhiên, không bên nào có thể đề xuất một thỏa hiệp thỏa đáng, và ngày 25 tháng 1 năm 1831 Nicholas bị phế truất khỏi ngai vàng Ba Lan.
Đây được coi là một lời tuyên chiến trên thực tế và Quân đội Nga dưới sự chỉ huy của Hans Karl von Diebitsch được lệnh tiến vào Ba Lan và dẹp tan cuộc nổi dậy. Quân đội Nga tiến vào Ba Lan vào ngày 4 tháng 2 và bắt đầu một cuộc tiến nhanh về phía Warsaw. Mặc dù có một số trận đánh và giao tranh nhỏ, trong đó quân đội Nga bị tổn thất đáng kể, nhưng cuộc tiến công này không thể bị chặn lại bởi lực lượng Ba Lan, lực lượng kém hơn cả về quân số và kỹ thuật.
Vào ngày 24 tháng 2, Quân đội Nga tiến đến ngoại ô Warsaw theo hai hàng. Ban đầu, Diebitsch đang lên kế hoạch cho một cuộc tấn công tổng lực vào Warsaw vào ngày 26 tháng 2. Tuy nhiên, cuộc phản công thành công của Ba Lan trong trận Białołęka, trong đó Quân đoàn 13,500 quân của tướng Ivan Shakhovskoy bị đánh bại và buộc phải rút lui, đã khiến Diebitsch phải thay đổi kế hoạch và tấn công sớm hơn dự định.

## Quân đội
Lực lượng Ba Lan được triển khai ở phía đông Warsaw chiếm phần lớn trong Quân đội Ba Lan. Ngoài Lữ đoàn bộ binh II dưới quyền của Tướng Kazimierz Mahoachowski, được điều động lên phía bắc để tham gia Trận Białołęka, lực lượng của Tướng Józef Chłopicki bao gồm khoảng 36000 binh sĩ và 115 khẩu pháo các loại. Phần lớn lực lượng Ba Lan bao gồm các tình nguyện viên mới, được đào tạo kém và trang bị kém. Tuy nhiên, nòng cốt của Quân đội Ba Lan gồm các cựu binh trong Chiến tranh Napoleon.
Lực lượng Nga có khoảng 59,000 người sử dụng vũ khí và 178 khẩu đại bác. Ngoài ra, vào lúc 15:00, quân đoàn suy yếu của tướng Shakhovskiy đã đến trận địa và tham gia cuộc tấn công. Lực lượng của Thống chế Diebitsch được tổ chức thành năm Quân đoàn bộ binh, với một số đơn vị kỵ binh trực thuộc. Tuy nhiên, phần chính của kỵ binh Nga đã bị đánh bại trong trận Stoczek và không tham chiến. 

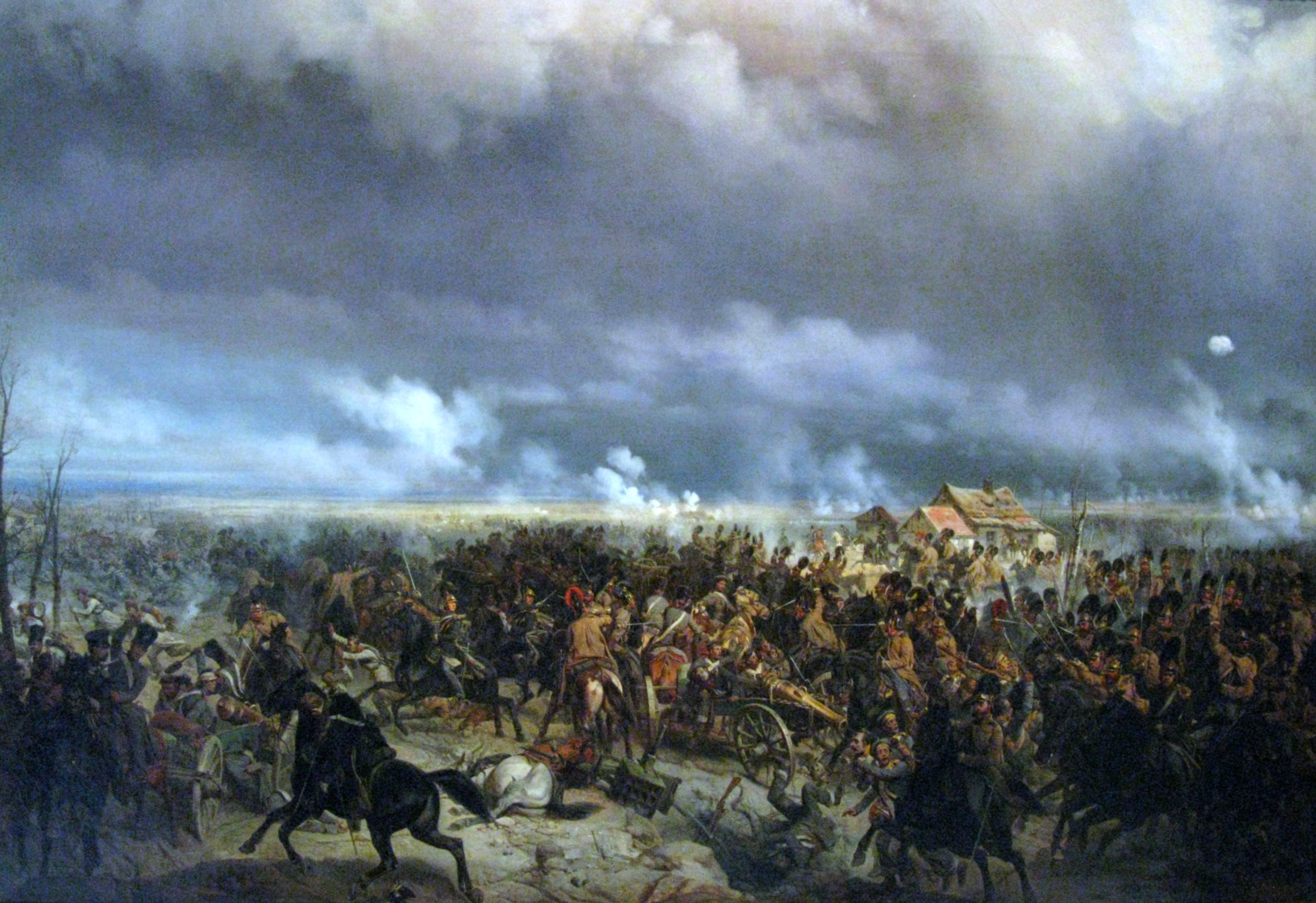
Trận Grochów 1831

## Trận chiến
Cuộc phản công của Ba Lan tại khu vực Białołęka vào ngày 24 tháng 2 đã gây bất ngờ cho quân Nga. Vào sáng sớm ngày 25 tháng 2, sau khi cả hai đơn vị tham gia trận Białołęka đang trên đà tan vỡ sau một cuộc giao tranh kéo dài suốt đêm trong thành phố, người Ba Lan đã ném vào Sư đoàn bộ binh dự bị số 1 dưới quyền của Tướng Jan Krukowiecki. Người Nga bắt đầu rút lui và người Ba Lan bắt đầu truy đuổi, nhưng cuộc tiến công của quân Ba Lan bị dừng lại sau một giờ.
Âm thanh của trận chiến gần đó khiến Thống chế Dybich thay đổi kế hoạch và ra lệnh tấn công các vị trí của Ba Lan sớm hơn 24 giờ so với kế hoạch. Vào buổi trưa, Quân đoàn I và Quân đoàn của tướng Grigoriy Vladimirovich Rosen được lệnh tấn công Sư đoàn bộ binh số 2 và 3 của Ba Lan (tương ứng là các tướng Skrzynecki và Żymirski) trong khu rừng phía đông Grochów. Cùng lúc đó, Quân đoàn của tướng Pahlen được lệnh tấn công quân Ba Lan từ phía nam và tấn công vào phòng tuyến của Sư đoàn bộ binh Ba Lan 4 của tướng Szembek.
Mặc dù quân Nga có ưu thế về quân số và trang bị tốt hơn về phía mình, nhưng các phòng tuyến của Ba Lan lại ẩn mình trong rừng và pháo binh Nga gặp khó khăn trong việc hỗ trợ bộ binh đang tiến lên. Mặc dù rất nhiều cuộc tấn công, cả khu rừng và Grochów-Gocławek đường vẫn còn trong tay Ba Lan vào lúc hoàng hôn. Sau khi chịu thương vong nặng nề, quân Nga rút khỏi chiến trường. Tuy nhiên, người Ba Lan cũng đã mất một phần lớn lực lượng và không thể tổ chức một cuộc truy đuổi thành công.

## Hậu quả
Trong cuộc chiến kéo dài một ngày, người Nga đã mất ít nhất 9,500 người chết và bị thương, và buộc phải từ bỏ kế hoạch chiếm Warsaw và kết thúc cuộc nổi dậy của người Ba Lan chỉ bằng một đòn. Tổn thất của Ba Lan ít hơn một chút nhưng cũng đáng kể: từ 6,900 đến 7,300 người chết và bị thương. Tuy nhiên, Chłopicki đã không bắt đầu truy đuổi những người Nga đang chạy trốn và không tận dụng thành công.
Bởi vì điều này, trận chiến được mô tả như một chiến thắng bên lề của Ba Lan trong hầu hết các cuốn sổ tay và sách chuyên khảo, cả hiện đại  và đương đại. Một số tác giả  cho rằng, mặc dù quân Nga bị đánh bại nặng và buộc phải rút lui và từ bỏ kế hoạch đánh chiếm Warsaw, nhưng việc không có sự truy đuổi của Ba Lan dẫn đến trận chiến là chiến thắng kiểu Pyrrhic hoặc đơn giản là một cuộc tắm máu bất phân thắng bại. Cuối cùng, một số nguồn tin của Nga cho rằng kết quả của trận chiến là một chiến thắng của Nga   